# Сога, Тийо
Сога Тийо (коса Tiyo Soga) (1829 — 12 августа 1871) — первый представитель коренного населения Южной Африки, получивший университетское образование и принявший сан священника; один из родоначальников литературы на языке исикоса.

## Ранние годы
Родился в 1829 году, его отец был советником вождя коса. В 14 лет поступил в семинарию Миссионерского общества Глазго в Лавдейле (Капская колония). В 1846 году в связи с началом очередной пограничной («кафрской») войны, глава семинарии вернулся в Великобританию и взял с собой Тийо Сого. В Шотландии Тийо провел два года. Здесь он посещал семинарию и церковную школу, здесь же он принял крещение. 
Вернувшись в Южную Африку, Тийо работал на миссионерских станциях в качестве учителя и переводчика. В 1851 году с началом новой войны между Капской колонией и коса Тийо снова отправился в Шотландию. На этот раз его пребывание продлилось 5 лет. При поддержке местной церковной общины Тийо поступил в Университет Глазго, где изучал теологию. Он много читал по истории и культуре Великобритании и получил медицинскую подготовку. В декабре 1856 года его обучение закончилось и он был посвящён в сан священника. 
Во время обучения в университете Тийо познакомился с Джанет Бернсайд, девушкой из бедной рабочей семьи. Накануне своего отплытия в Южную Африку он обвенчался с ней в Шотландии.

## Деятельность после возвращения в Южную Африку
Вернувшись в Южную Африку, Тийо Сога работал в качестве миссионера и проповедника в миссиях Мгвали и Тутура. В качестве представителя Объединенной Свободной Пресвитерианской Церкви Шотландии Тийо Сога принимал участие в подготовке к изданию Библии на языке исико́са. В 1866 году, он перевел поэму английского писателя и священника Джона Баньяна «Странствия пилигрима», бывшую настольной книгой Тийо Сога во время пребывания в Шотландии. Также он переводил церковные гимны на исикоса. 
После его смерти в 1873 году они были изданы под названием «Книга гимнов для исполнения в христианских школах». С 1862 по 1871 г. он написал восемь статей для журнала «Индаба» («Новости»), печатавшегося на английском языке и исико́са в Лавдейле. Он публиковался в англоязычной газете Капской колонии «Кингуильямстаун гэзетт энд Каффрариан баннер». Тийо Сога делал все, что было в его силах, чтобы изменить негативное отношение африканцев к миссионерам. На его миссионерской станции в Мгвали находили приют голодные и обездоленные, сам лично объезжал окрестные деревни, созывая людей на воскресные проповеди, организовывал сбор пожертвований для нужд миссии среди колонистов, неоднократно встречался с правителями ко́са и их советниками, стараясь в доверительных беседах склонить их на путь христианства.

Тийо Сога вошел в историю не только как первый чернокожий миссионер Южной Африки, но и как первый африканский общественный деятель. Его считают одним из первых чернокожих мыслителей Южной Африки, кто заговорил об особом пути африканцев, отличном от европейцев. В завещании к своим детям он писал: 

«Ради вашего блага — никогда не стыдитесь, что ваш отец был кафром и что вы унаследовали африканскую кровь.<…> Вы должны всегда помнить о вашей матери как о честной, душевной, бережливой шотландской женщине, подлинной христианке. Вы всегда должны быть благодарны этим узам, которые связывают вас с белой расой. Но если вы хотите заслужить к себе уважение, если вы не хотите слышать насмешки от людей, — займите своё место в мире как цветные, а не как белые: как кафры, а не как англичане»

Умер Тийо Сога 12 августа 1871 года в своей миссии Тутуха.